# Wimbledon Championships 1925
Die 45. Auflage der Wimbledon Championships fand 1925 auf dem Gelände des All England Lawn Tennis and Croquet Club an der Church Road statt. 
In diesem Jahr kamen bis auf Elizabeth Ryan alle Titelträger aus Frankreich. Suzanne Lenglen gewann in jedem Wettbewerb, in dem sie antrat (Einzel, Doppel und Mixed), den Titel.

## Herreneinzel
In einer Neuauflage des letztjährigen Finales besiegte diesmal René Lacoste Jean Borotra in vier Sätzen.

## Dameneinzel
Bei den Damen gewann Suzanne Lenglen ihren sechsten und letzten Wimbledon-Titel. Im gesamten Turnier gab sie nur fünf Spiele ab.

## Herrendoppel
Im Herrendoppel siegten die US-Amerikaner René Lacoste und Jean Borotra.

## Damendoppel
Suzanne Lenglen und Elizabeth Ryan holten sich ihren sechsten Doppeltitel.

## Mixed
Im Mixed waren Suzanne Lenglen und Jean Borotra erfolgreich.

## Quelle
- J. Barrett: Wimbledon: The Official History of the Championships. HarperCollins Publishers, London 2001, ISBN 0-00-711707-8.